# Racó del Frare (Sant Mateu)
El Racó del Frare és un paratge natural municipal del municipi de Sant Mateu (Baix Maestrat). Declarat per acord de la Generalitat Valenciana el 25 de maig de 2007.

## Paisatge
Des del punt de vista paisatgístic el paratge presenta un alt valor tant en l'àmbit local com en l'autonòmic. Únicament es distingeix una unitat de paisatge en què els cingles, la complexa topografia i la vegetació conformen un agrest escenari de gran atractiu per al visitant. Podem trobar bells racons, com el Racó del Frare que se situa en la capçalera d'un xicotet barranc tancat i jalonat per grans afonaments de roca calcària.

## Geologia
Des del punt de vista geològic la zona d'estudi pertany al Sistema Ibèric nord-oriental i més concretament a l'àmbit tabular del Maestrat. Així, es distingeix per la seua estructura tabular, amb àmplies ondulacions per plegaments de gran radi que originen, com a relleu característic, la presència de moles, disposades horitzontalment. En l'àmbit del paratge dominen els afloraments de materials del Juràssic i Cretaci.

## Ecologia
El paratge presenta un elevat valor ecològic, tant a nivell florístic com faunístic. Pel que fa a les comunitats vegetals mereix destacar el predomini de matoll obert format principalment per savines i ginebres, encara que abunden també espècies típiques del matollar esclerofil·le mediterrani. Pel que fa a la fauna, en el paratge i el seu entorn s'han identificat gran quantitat d'espècies,algunes d'elles incloses en el Catàleg valencià de fauna amenaçada.

## Presència humana
Un altre aspecte destacable del paratge és el seu ús públic, realitzat a través de la senda PRV-214 i les seues variants, que en l'interior del paratge discorren pels barrancs de la Ratlla, la Rambleta i el barranc del Salt, cobrint una part important de la seua superfície.